# جامعة الوادي الجديد الاهلية
جامعة الوادي الجديد الاهلية هي جامعة أهلية غير هادفة للربح، تقع في مدينة الخارجة بمحافظة الوادي الجديد، أُنشِئت بالقرار الجمهوري رقم (249) لسنة 2025

## الكليات
يوجد بجامعة الوادي الجديد حالياً 5 كليات هم
1 - كلية الصيدلة
- برامج الدراسة بالكلية:
  - برنامج الصيدلة (PharmD) بنظام الساعات المعتمدة.
  - الصيدلة الإكلينيكية (PharmD) - الصيدلة الإكلينيكية.
- مدة الدراسة:
  - 5 سنوات دراسية (عشر فصول دراسية) بنظام الساعات المعتمدة.
  - سنة امتياز عملي.
- أهداف البرنامج:
  - يهدف برنامج بكالوريوس الصيدلة (PharmD) - صيدلة إكلينيكية إلى إعداد صيادلة مؤهلين علميًا وأخلاقيًا، قادرين على رفع كفاءة منظومة الرعاية الصيدلية وتطوير الصناعات الدوائية من خلال:
    - تقديم رعاية دوائية فعالة بالتعاون مع الفريق الطبي.
    - تخريج صيدلي متميز مؤهل للعمل بالصيدليات العامة والخاصة، ومصانع الأدوية، ومعامل الرقابة الدوائية، والتحاليل، والعمل في مجال الإعلام والتسويق والبحوث والجامعات.
    - تعزيز القدرة التنافسية للخريجين إقليميًا عبر برامج دراسية وتدريبية متطورة.
    - المساهمة في ترشيد استخدام الأدوية وتحقيق عائد اقتصادي ملموس.
    - الالتزام بمعايير جودة التعليم من خلال التفاعل والتعلم الذاتي.
- مميزات الدراسة:
  - منهج دراسي متطور ومتكامل يجمع بين العلوم الصيدلية والطبية.
  - استخدام نظام الساعات المعتمدة لتوفير مرونة في الدراسة.
  - فرص تدريب ميداني متنوعة داخل الصيدليات والمستشفيات ومواقع الإنتاج الدوائي.
  - تعليم تفاعلي وتشجيع على التعلم الذاتي والمستمر ودعم البحث العلمي.
  - تطوير مهارات القيادة، الإدارة، وريادة الأعمال.
  - تأهيل مهني شامل يفتح آفاقًا متعددة في سوق العمل المحلي والإقليمي.
- مجالات وفرص العمل:
  - الصيدليات العامة والخاصة.
  - المستشفيات والمراكز الصحية.
  - مصانع وشركات الأدوية.
  - معامل الرقابة الدوائية وتحليل الأغذية.
  - مراكز البحوث والجامعات.
  - الإعلام والتسويق الدوائي.
  - الهيئات التنظيمية والرقابية للقطاع الدوائي.

2 - كلية الطب البيطرى
- برامج الدراسة:
  - الطب البيطري (برنامج عام).
- مدة الدراسة:
  - 5 سنوات أكاديمية.
  - سنة امتياز عملية داخل الوحدات والمنشآت البيطرية المعتمدة.

3 - كلية العلوم
- برامج بكالوريوس العلوم:
  1. الكيمياء الحيوية.
  2. الكيمياء التطبيقية الصناعية.
  3. الكيمياء و الفيزياء و الجيولوجيا و العلوم الجنائية.
  4. الفيزياء الحيوية و الطبية.
  5. الطاقة الجديدة والمتجددة.
  6. الذكاء الاصطناعي وعلوم البيانات.
  7. البترول والتعدين.
  8. الجيولوجيا الهندسية والاستشعار عن بعد.
  9. التكنولوجيا الحيوية الميكروبية والبيولوجيا الجزيئية.
- مدة الدراسة:
  - 4 سنوات أكاديمية
- برنامج بكالوريوس العلوم في جيولوجيا البترول والتعدين:
  - الهدف: يهدف البرنامج إلى إعداد كوادر علمية مدربة ومتميزة في مجالات استكشاف وإنتاج البترول والغاز الطبيعي، والبحث عن الثروات المعدنية، من خلال دراسة متعمقة للعلوم الجيولوجية التطبيقية باستخدام أحدث الأساليب والتقنيات.
  - المحتوى: يشمل البرنامج مزيجًا من الدراسة النظرية والتدريب العملي المكثف، مما يؤهل الخريجين للعمل في مؤسسات الطاقة والمعادن، والهيئات الجيولوجية، والشركات العاملة في مجالات البحث والتنقيب.
  - التدريب: يشتمل البرنامج على زيارات ميدانية وتدريب داخل شركات البترول والمناجم، وتهيئة الثروة المعدنية، لتأهيل الطلاب لبيئة العمل الواقعية.
- مجالات وفرص العمل (جيولوجيا البترول والتعدين):
  - شركات البترول والغاز الطبيعي.
  - شركات التعدين واستخراج الخامات.
  - الهيئة العامة للثروة المعدنية.
  - قطاع التعليم الجامعي والمتخصص والمراكز البحثية.
  - شركات الاستشارات الجيولوجية والبيئية.
  - شركات المحاجر والمناجم.

4 - كلية الزراعة
- برامج الدراسة:
  - استصلاح واستزراع الأراضي الصحراوية.
  - التكنولوجيا الحيوية الزراعية.
  - الإدارة الذكية لمزارع الإنتاج الحيواني والداجني.
  - الإدارة الذكية للمشروعات الزراعية.
  - المكافحة الذكية للآفات.

5 - كلية اللغات والعلوم الانسانية
- برامج الدراسة:
  - برنامج الترجمة الفورية (شعبة اللغة الإنجليزية - شعبة اللغة الفرنسية)
  - برنامج اللغات الشرقية (شعبة اللغة الفارسية - شعبة اللغة العبرية)
  - ليسانس اللغات والعلوم الإنسانية في الترجمة (شعبة اللغة الإنجليزية).
  - ليسانس اللغات والعلوم الإنسانية في الترجمة (شعبة اللغة الفرنسية).
  - ليسانس اللغات والعلوم الإنسانية في اللغات الشرقية (شعبة اللغة الفارسية).
  - ليسانس اللغات والعلوم الإنسانية في اللغات الشرقية (شعبة اللغة العبرية).
  - ليسانس اللغات والعلوم الإنسانية في الجيوماتكس.
  - ليسانس اللغات والعلوم الإنسانية في العلوم السكانية.
  - ليسانس اللغات والعلوم الإنسانية في الدراسات الإسلامية والقبطية (شعبة الدراسات الإسلامية).
  - ليسانس اللغات والعلوم الإنسانية في الدراسات الإسلامية والقبطية (شعبة الدراسات القبطية).
  - الجيو ماتكس.
  - العلوم السكانية.
  - برنامج الدراسات الإسلامية والقبطية (شعبة الدراسات الإسلامية - شعبة الدراسات القبطية)